# Benjamin Sisko
Benjamin Lafayette (Ben) Sisko is een personage uit de sciencefictionfilm- en televisieserie Star Trek: Deep Space Nine. Hij is commandant van het ruimtestation Deep Space Nine. Hij is weduwnaar en heeft een zoon, Jake, die samen met hem op het station verblijft. Hij is ook de Afgevaardigde van de Profeten (Emissary of the Prophets), en wordt door de Bajoranen als religieus figuur aanbeden.
De serie "Deep Space Nine" heeft zeven seizoenen gelopen. In het vierde seizoen komt Jake Sisko op het ruimtestation een kapitein van een vrachtschip tegen, Kasidy Yates, en hij besluit haar voor te stellen aan zijn vader. Ben Sisko voelt aan dat hij "gekoppeld" wordt maar stribbelt niet tegen. Ben en Kasidy krijgen een relatie en trouwen uiteindelijk.